# Csirkefalat
A Csirkefalat (hangul: 닭강정, Takkangdzsong, RR: Dakkangjeong) 2024-ben bemutatott dél-koreai televíziós sorozat, melyet a Netflix tűzött műsorra. A sorozat Pak Csidok (박지독, Park Jidok) azonos című webtoonja alapján készült. A főszerepben Rju Szungnjong ( Ryu Seung-ryong) és An Dzsehong (An Jae-hong) látható.

## Történet
Cshö Szonman (Choi Seon-man) vállalatához egy rejtélyes gépet küldenek javításra, mely állítólag képes elűzni a fáradtságot. Cshö (Choi) lánya, Mina kipróbálja a gépet, ám amikor beindítják, csirkefalattá változik. Apja és a lányba szerelmes alkalmazottja, Ko Bekcsung (Go Baekjung) mindent megpróbálnak, hogy rájöjjenek, hogy lehet visszaváltoztatni, közben pedig súlyos titkokra bukkanak.

## Szereplők
- Rju Szungnjong ( Ryu Seung-ryong) mint Cshö Szonman (Choi Seon-man)
- An Dzsehong (An Jae-hong) mint Ko Bekcsung (Go Baekjung)
- Kim Judzsong (Kim Yujeong)(wd) mint Mina
- Ju Szungmok (Yu Seungmok)(wd) mint Ju Invon (Yu Inwon)
- Csong Szunggil (Jeong Seunggil)(wd) mint Ju Theman (Yu Taeman)